# Roberto Calvi
Roberto Calvi (Milán, 13 de abril de 1920-Londres, Inglaterra, 18 de junio de 1982), también apodado «el banquero de Dios» (en italiano: il banchiere di Dio) por la prensa debido a su estrecha relación con la Santa Sede, fue un banquero italiano. Nacido en Milán, Calvi fue presidente del Banco Ambrosiano, que se derrumbó en uno de los mayores escándalos políticos modernos de Italia. Una fuente de polémicas interminables, su muerte en Londres en junio de 1982 fue declarada homicidio después de dos pesquisas forenses y una investigación independiente. En Roma, en junio de 2007, cinco personas fueron absueltas del asesinato.
Se ha argumentado que uno de los factores de la muerte de Calvi fue su relación con el Banco del Vaticano, el accionista principal de Banco Ambrosiano, que estaba controlado por la mafia. Él pudo haber utilizado el banco Ambrosiano para lavar dinero y la logia Propaganda Due (P2), como herramienta política y social.

## Escándalo del Banco Ambrosiano
Roberto Calvi era el presidente del segundo banco privado más grande de Italia, el banco Ambrosiano, cuando éste se declaró en quiebra en 1982. En 1978, el Banco de Italia elaboró un informe sobre el Banco Ambrosiano, que concluyó que varios miles de millones de liras habían sido exportadas ilegalmente, lo que dio lugar a una investigación penal. En 1981, Calvi fue juzgado y condenado a una pena de cuatro años de libertad condicional y al pago de una multa de $19,8 millones por transferir $27 millones fuera del país en violación de las regulaciones monetarias de Italia. Quedó en libertad bajo fianza en espera de apelación y mantuvo su posición en el banco. La familia de Calvi sostiene que él habría sido manipulado por personas de su círculo y era inocente de los delitos que se le atribuían.
La controversia que rodea los tratos de Calvi en el Banco Ambrosiano se hizo eco de un escándalo anterior en 1974, cuando la Santa Sede perdió una suma estimada en 30 millones de dólares tras la quiebra del Franklin National Bank, que era propiedad del financiero siciliano Michele Sindona. Los préstamos dudosos y transacciones en divisas extranjeras habían conducido a la bancarrota. Sindona murió en prisión después de tomar café con cianuro.
El 5 de junio de 1982, dos semanas antes de la quiebra del banco Ambrosiano, Calvi escribió una carta de advertencia al papa Juan Pablo II, indicando que un evento futuro podría "provocar una catástrofe de proporciones inimaginables en que la Iglesia va a sufrir el más grave daño".
El Nuovo Banco Ambrosiano se fundó en junio de 1982, tras el descubrimiento de unas deudas (según diversas fuentes) de entre 700 y 1500 millones de dólares. Gran parte del dinero había sido desviado a través del conocido como Banco del Vaticano, o Instituto para las Obras de Religión, que era el principal accionista del Banco Ambrosiano.
En 1984, el Banco del Vaticano aceptó pagar 224 millones de dólares estadounidenses a los 120 acreedores del Banco Ambrosiano como "reconocimiento de la implicación moral" en la quiebra del banco.

## Muerte
El 10 de junio de 1982, Calvi desapareció de su apartamento en Roma y salió del país con un pasaporte falso expedido a nombre de Gian Roberto Calvini. Se había afeitado el bigote y huyó inicialmente a Venecia. Desde allí contrató al parecer un avión privado para ir a Londres. A las 7:30 de la mañana del viernes 18 de junio de 1982, un cartero encontró su cuerpo colgado de un andamio debajo del puente Blackfriars en el borde del distrito financiero de Londres. Los bolsillos de Calvi estaban llenos de ladrillos y llevaba alrededor de 15 000 dólares en efectivo en tres divisas diferentes.
Calvi había sido miembro de la logia masónica ilegal Propaganda Due (P2) de Licio Gelli, cuyos miembros se autodenominaban frati neri (“frailes negros” en italiano). Esto ha llevado a una sugerencia de algunos sectores de que Calvi fue asesinado como advertencia masónica para los demás debido al simbolismo asociado con la palabra "Blackfriars" (“Frailes Negros” en inglés).
La muerte de Calvi fue objeto de dos investigaciones forenses en el Reino Unido. La primera registró un veredicto de suicidio en julio de 1982.
La familia de Calvi contrató entonces los servicios de George Carman y con su ayuda en la segunda investigación, en julio de 1983, el jurado registró un veredicto abierto, lo que indica que el tribunal no había podido determinar la causa exacta de la muerte. La familia de Calvi mantiene que su muerte había sido un homicidio, y después de su exhumación en diciembre de 1998, un informe forense independiente publicado en octubre de 2002 llegó a la conclusión de que en realidad había sido asesinado, ya que las lesiones en el cuello eran incompatibles con la horca, y él no había tocado los ladrillos encontrados en sus bolsillos. Además, no había en sus zapatos ni rastro de óxido ni pintura de los andamios a los que habría tenido que subir para ahorcarse. Cuando el cuerpo de Calvi fue encontrado, el nivel del Támesis había retrocedido con la marea, mostrando la escena de un suicidio por ahorcamiento, pero en el momento exacto de su muerte, el lugar del andamio donde estaba atada la cuerda podría haber sido alcanzado por una persona de pie en un barco.[cita requerida]
Este aspecto de la muerte de Calvi es el foco de la teoría de que fue asesinado, y es la versión que se representa en la reconstrucción de los hechos en la película de Giuseppe Ferrara. En septiembre de 2003 la policía de Londres reabrió su investigación para determinar si pudo haberse tratado de un asesinato.

## Enjuiciamiento de Giuseppe Calò y Licio Gelli
En julio de 1991, el pentito (un mafioso convertido informante) Francesco Marino Mannoia afirmó que Roberto Calvi había sido asesinado por haber perdido los fondos de la mafia cuando se derrumbó el Banco Ambrosiano.
Según Mannoia, el asesino fue Francesco Di Carlo, un mafioso que vivía en Londres en aquella época. La orden de matar a Calvi había venido del jefe de la mafia Giuseppe Calò y Licio Gelli. Cuando Di Carlo se convirtió en un informante, en junio de 1996, negó que él fuera el asesino, pero admitió que había sido contactado por Calò para hacer el trabajo. Sin embargo, Di Carlo no pudo llegar a tiempo y cuando más tarde lo llamó Calò, este le dijo que todo estaba bajo control. Según Di Carlo, los asesinos eran Vincenzo Casillo y Sergio Vaccari, que pertenecían a la Camorra de Nápoles y fueron posteriormente asesinados.
En 1997, los fiscales italianos en Roma implicaron a un miembro de la mafia siciliana, Giuseppe Calò, en el asesinato de Calvi, junto con Flavio Carboni, un empresario sardo con amplios intereses y otros dos hombres, Ernesto Diotallevi (supuestamente uno de los líderes de la Banda della Magliana, una organización mafiosa romana) y el exmiembro de la Mafia que se volvió informante Francesco Di Carlo, como acusados de participar en el asesinato.[cita requerida]
En julio de 2003, los fiscales italianos concluyeron que la mafia no actuó solamente según sus propios intereses, sino también para asegurarse de que Calvi no pudiera chantajear a los miembros [representantes] de la masonería y a sus instituciones políticas como la Logia P2 y el Instituto de Obras Religiosas con el que había invertido importantes sumas de dinero.